# Halofil
Termenul de halofil face referire la organismele vii care pot trăi în mediul sărat adică în mediile în care concentrația de sare este ridicată. Halofilele sunt un subtip al extremofilelor și majoritatea halofilelor aparțin grupului Archaea. 
Organismele obișnuite nu pot trăi în medii foarte sărate, însă halofilele pot datorită unor adaptări fiziologice ce le permit să rețină apa.